# Commission des victimes de la bombe atomique
La Commission des victimes de la bombe atomique (Atomic Bomb Casualty Commission, ABCC) (japonais : 原爆傷害調査委員会, Genbakushōgaichōsaiinkai) était une commission créée en 1946 conformément à une directive présidentielle de Harry S. Truman adressée à la National Academy of Sciences et au National Research Council pour mener des recherches sur les effets tardifs des radiations parmi les survivants de la bombe atomique à Hiroshima et Nagasaki. Comme elle avait été créée uniquement pour la recherche scientifique et l’étude, et non pour fournir des soins médicaux, et qu’elle était fortement soutenue par les États-Unis, l’ABCC était généralement considérée avec méfiance par la plupart des survivants et par la population japonaise en général. Elle fonctionna pendant près de trente ans avant sa dissolution en 1975.

## Histoire
La Commission des victimes de la bombe atomique (ABCC) fut créée après l’attaque des États-Unis contre Hiroshima et Nagasaki les 6 et 9 août 1945. L’ABCC commença initialement sous le nom de Commission mixte. L’ABCC cherchait à obtenir des informations techniques de première main et à rédiger un rapport pour faire connaître les possibilités d’une étude à long terme des victimes de la bombe atomique. En 1946, Lewis Weed, directeur du National Research Council, réunit un groupe de scientifiques qui convinrent qu’« une étude détaillée et à long terme des effets biologiques et médicaux sur l’être humain » était « d’une importance capitale pour les États-Unis et pour l’humanité en général ».
Le président Harry S. Truman ordonna la création de l’ABCC le 26 novembre 1946. Les membres clés de l’ABCC étaient Lewis Weed, les médecins du National Research Council Austin M. Brues et Paul Henshaw, ainsi que les représentants de l’armée Melvin A. Block et James V. Neel, qui était également médecin et titulaire d’un doctorat en génétique. Le cinquième membre de l’équipe était le lieutenant junior grade Fredrick Ullrich, du Naval Medical Research Center, nommé par le National Research Council sur recommandation du bureau du Surgeon General.

## Travaux de la Commission des victimes de la bombe atomique
L’ABCC arriva au Japon le 24 novembre 1946 et se familiarisa avec les procédures de l’armée japonaise. Elle visita Hiroshima et Nagasaki pour voir quels travaux étaient en cours. Elle constata que les Japonais disposaient d’un groupe médical bien organisé, sous l’autorité du Japanese National Research Council, qui menait des études sur les dommages immédiats et différés causés par la bombe atomique chez les survivants. Il est presque impossible d’obtenir un chiffre exact du nombre de personnes tuées lors des deux bombardements, car les deux villes comptaient des habitants qui avaient été évacués pendant la guerre. Hiroshima, en tant que centre important d’approvisionnement militaire, s’attendait à être bombardée, de sorte que de nombreuses personnes avaient quitté la ville. Il y avait également des personnes des régions avoisinantes qui venaient en ville de façon irrégulière pour travailler dans des équipes. Robert Holmes, directeur de l’ABCC de 1954 à 1957, déclara que « les survivants sont les personnes vivantes les plus importantes ».
L’ABCC s’appuya également sur les travaux de scientifiques chinois qui étudiaient déjà les survivants avant son arrivée au Japon, de sorte qu’il y avait des informations provenant à la fois d’autorités américaines et chinoises. Masao Tsuzuki, principale autorité japonaise sur les effets biologiques des radiations, déclara qu’il y avait quatre causes de blessures dans les villes bombardées : la chaleur, le souffle, les radiations primaires et les gaz radioactifs toxiques. Dans un rapport publié, Tsuzuki répondit à la question « Que fait une forte énergie radioactive au corps humain ? » : « dommages au sang, puis aux organes hématopoïétiques tels que la moelle osseuse, la rate et les ganglions lymphatiques, tous détruits ou gravement endommagés. Les poumons, les intestins, le foie, les reins, etc., sont affectés et leur fonctionnement perturbé. » Les dommages étaient évalués selon leur gravité. Les personnes gravement touchées étaient celles se trouvant dans un rayon de 1 km de l’hypocentre. Elles mouraient généralement en quelques jours, certaines survivant jusqu’à deux semaines. Les dommages modérés concernaient les personnes vivant dans un rayon de 1 à 2 km, qui survivaient de deux à six semaines. Les personnes vivant dans un rayon de 2 à 4 km subissaient des dommages légers, qui ne causaient pas la mort mais pouvaient entraîner des problèmes de santé pendant plusieurs mois après l’exposition.

## Expansion de l’ABCC
L’ABCC se développa rapidement en 1948 et 1949. Ses effectifs quadruplèrent en un an. En 1951, elle comptait 1 063 employés – 143 alliés et 920 Japonais. La recherche la plus importante entreprise par l’ABCC fut peut-être l’étude génétique, qui se concentra sur les incertitudes entourant les effets possibles à long terme des radiations ionisantes chez les femmes enceintes et leurs enfants à naître. L’étude ne trouva pas de preuve de dommages génétiques étendus. Elle constata toutefois une incidence accrue de microcéphalie et de retard mental chez les enfants exposés in utero aux radiations des bombes. Le projet génétique étudia les effets des radiations sur les survivants et leurs enfants. Ce projet devint le plus vaste et le plus interactif des programmes de l’ABCC. En 1957, le Japon adopta la Loi sur l’aide aux survivants de la bombe atomique, qui donnait droit à certaines personnes à deux examens médicaux par an. Le terme japonais pour désigner les survivants des bombes atomiques est hibakusha. Les critères pour bénéficier de soins médicaux étaient : avoir été dans un rayon de quelques kilomètres de l’hypocentre au moment des bombardements ; avoir été dans un rayon de 2 km de l’hypocentre dans les deux semaines suivant les bombardements ; avoir été exposé aux radiations dues aux retombées, et être un enfant à naître d’une femme répondant à l’une de ces conditions.

### Avantages et inconvénients de l’ABCC
Il y avait des avantages et des inconvénients à l’ABCC.
Les inconvénients : ils négligeaient les besoins japonais dans les petits détails. Le sol de la salle d’attente pour les mères et les bébés était en linoléum poli, et les femmes portant des sabots en bois glissaient et tombaient souvent. Les panneaux et les magazines dans les salles d’attente étaient en anglais. L’ABCC ne soignait pas réellement les survivants qu’elle étudiait, elle se contentait de les examiner sur de longues périodes. On les faisait venir pour un examen pendant les heures de travail en semaine, ce qui faisait perdre une journée de salaire à la personne, et l’on offrait peu de compensation aux survivants.
À l’ABCC, on pratiquait des examens médicaux sur les hibakusha et des autopsies sur les morts, ainsi que la collecte d’innombrables échantillons de sang et d’urine. Cependant, ils ne réalisaient aucun type de traitement médical, alors que c’était ce que les hibakusha souhaitaient. Cela mena à des critiques selon lesquelles ils étaient traités comme des cobayes, alors même que la guerre était terminée.
Les avantages : ils fournissaient aux gens des informations médicales précieuses. Les nourrissons recevaient un examen à la naissance et à nouveau à 9 mois, ce qui n’était pas courant à l’époque. Les examens médicaux sur des nourrissons en bonne santé étaient inédits. Les adultes bénéficiaient également d’examens médicaux fréquents.

## L’ABCC devient le RERF
En 1951, la Commission de l’énergie atomique (AEC) prévoyait d’arrêter de financer le travail de l’ABCC au Japon. Cependant, James V. Neel fit appel et l’AEC décida de leur allouer 20 000 $ par an, pendant trois ans, pour poursuivre la recherche.
En 1956, Neel et William J. Schull publièrent leur version finale de The Effect of Exposure to the Atomic Bombs on Pregnancy Termination in Hiroshima and Nagasaki. Cette monographie donnait une description détaillée de toutes les données qu’ils avaient recueillies.
Malgré leurs efforts, la confiance envers l’ABCC diminuait, si bien que l’ABCC devint la Radiation Effects Research Foundation (RERF), et, avec le nouveau nom et la nouvelle organisation administrative, le financement de la recherche sur les survivants devait être fourni à parts égales par les États-Unis et le Japon.
Le RERF fut créé le 1er avril 1975. Organisation binationale dirigée à la fois par les États-Unis et le Japon, le RERF est toujours en activité aujourd’hui.

## Critiques et discussions sur l’ABCC
La Commission pour les victimes de la bombe atomique (ABCC, 1946–1975) a recueilli des informations sur les effets médicaux de la bombe nucléaire sur les hibakusha sans fournir aucun soin médical, secours ou compensation financière pour des études qui pouvaient durer toute une journée à une population déjà appauvrie. Bien qu’elle ne fasse pas partie des autorités d’occupation, elle servait d’outil de collecte d’informations pour les États-Unis. Alors que des médecins japonais et américains travaillaient sur le projet, les États-Unis ont finalement pris possession de toutes les données de recherche, études, photographies et échantillons (y compris des parties du corps, parfois prélevées sans le consentement des familles) recueillis, dont une grande partie se trouve encore aujourd’hui aux États-Unis. Les informations recueillies par les médecins ne pouvaient pas être publiées ou partagées au Japon pendant l’occupation. Cela comprenait les rapports médicaux et les autopsies des hibakusha. La plupart des rapports sur les conséquences humanitaires de la bombe furent supprimés à la fois aux États-Unis et au Japon. La propagande fut également utilisée pour contredire les conclusions médicales, en particulier concernant les effets des radiations, dans la presse américaine. Alors que les médecins japonais soignaient et collectaient des données sur les patients, créant des dossiers, ces rapports furent ensuite saisis par les États-Unis, interdits de publication, et restent difficiles d’accès aux Archives nationales dans le Maryland. Certains échantillons humains et études cliniques furent conservés aux États-Unis jusqu’en mai 1973, causant de la détresse aux familles des hibakusha.
De nombreux hibakusha ont témoigné de l’humiliation d’être obligés de rester nus pendant des heures, tout en étant photographiés, filmés et examinés comme des sujets d’expérience par l’ABCC. Ils devaient endurer la gêne d’exposer une calvitie sévère, de donner des échantillons de sang et de subir des prélèvements de tissus sans aucun soutien,. Les victimes ont signalé du harcèlement de la part de l’ABCC, qui les convoquait fréquemment pour des examens, ou même allait chercher les enfants à l’école sans le consentement des parents (ou malgré leurs protestations),. Les heures passées en examen représentaient un fardeau supplémentaire pour les hibakusha, rendant difficile l’obtention d’un emploi, sans aucune compensation financière ni même rafraîchissement, malgré leur extrême pauvreté. L’ABCC a également pratiqué de nombreuses autopsies, jusqu’à 500 par an, prélevant tissus et parties du corps, souvent sans le consentement des familles, pour les envoyer aux États-Unis. Ces autopsies étaient souvent effectuées immédiatement après le décès, ajoutant à la détresse des familles. Les survivants ont subi un harcèlement incessant sans aucune forme de compensation, et les défunts, y compris les enfants, ont été soumis à des dissections.

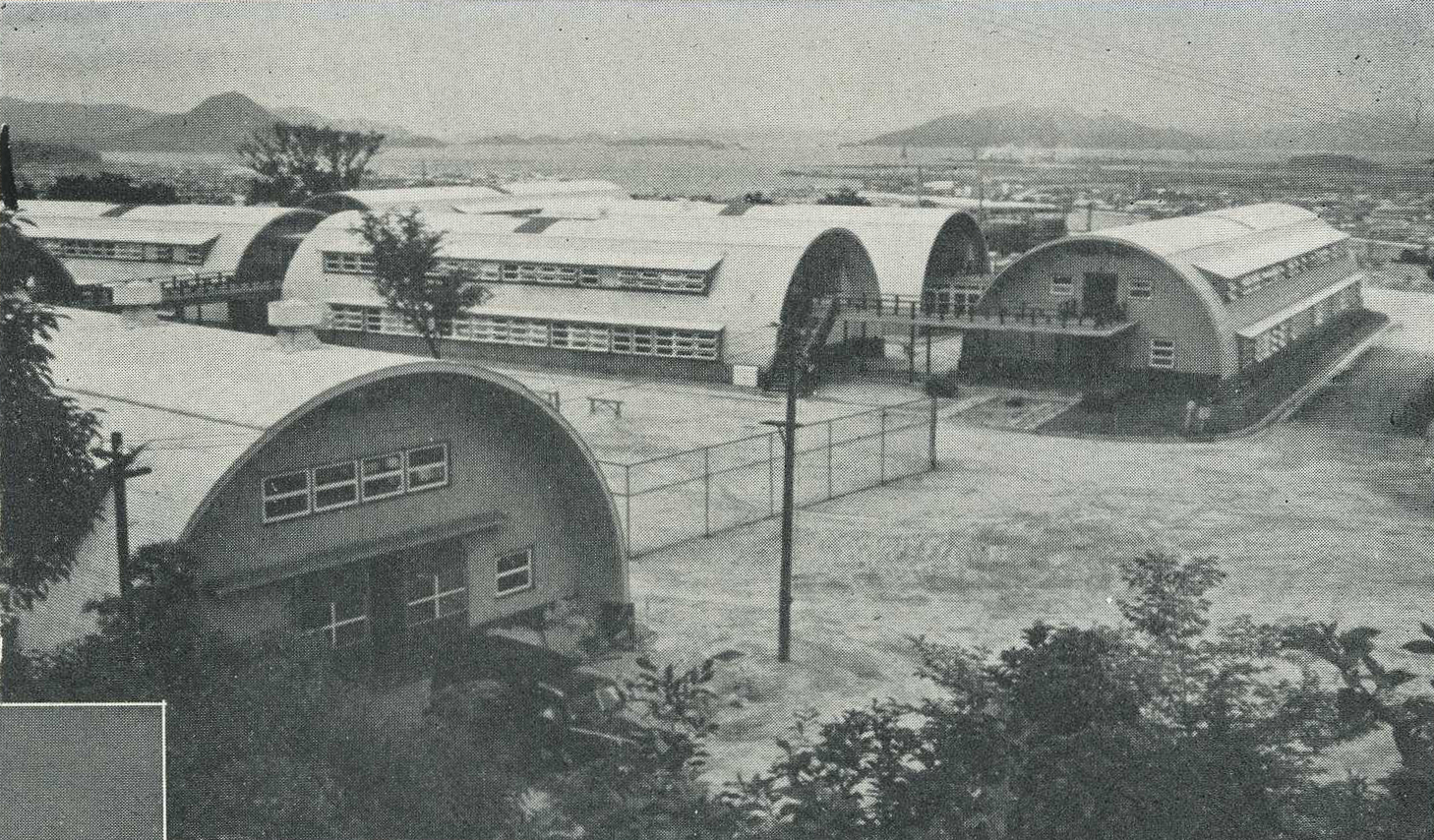
Bâtiment de l’ABCC, 1955.

La plupart des femmes enceintes ayant survécu au bombardement ont fait des fausses couches, tandis que les bébés survivants souffraient de microcéphalie, de maladies cardiaques, de retard mental sévère et de retards de développement dus à une forte exposition aux radiations in utero. On leur disait que le stress et la malnutrition en étaient les causes, ce qui les amenait à se blâmer elles-mêmes. En raison de la censure, elles n’ont appris que plus tard les véritables causes de ces anomalies,.
En l’absence de données disponibles, aucune conclusion ne pouvait être tirée, empêchant toute publication sur les hibakusha. En raison de la censure des rapports, aucun Japonais ne pouvait connaître les conséquences de l’exposition aux radiations, ce qui a entraîné la mort de ceux qui sont restés exposés à la radioactivité. Pour les hibakusha décédés, le prélèvement de leurs organes sans consentement violait la volonté de leurs familles. Pour les survivants, leurs dossiers médicaux — essentiels pour prouver leur statut de hibakusha et obtenir une aide médicale adéquate — disparaissaient souvent. Lorsque les rapports médicaux devinrent accessibles, il était trop tard pour de nombreux hibakusha.
Lorsque les hibakusha ont enfin obtenu une assistance médicale de la part du gouvernement japonais, ils ont été obligés de fournir des documents pour prouver leur statut. Comme plus de 23 000 pièces de données, y compris des rapports cliniques, restes humains et autres matériaux, étaient classées secret d’État aux États-Unis jusqu’en mai 1973, de nombreux hibakusha ont eu du mal à prouver leur statut,.
À l’instar de l’Étude de Tuskegee sur la syphilis, elle est parfois citée comme un exemple d’intervention médicale réalisée principalement à des fins expérimentales plutôt que pour les soins aux patients.

### Quartier Nishiyama à Nagasaki
La commission de l’ABCC s’est également concentrée sur le quartier Nishiyama  à Nagasaki. Des montagnes se trouvaient entre l’hypocentre et Nishiyama, ce qui empêcha les radiations et la chaleur de l’explosion d’atteindre directement Nishiyama, entraînant l’absence de dégâts immédiats. Cependant, en raison des cendres et de la pluie tombées, une radiation importante était néanmoins présente. Ainsi, après la guerre, des enquêtes sanitaires furent menées sans informer la population locale de leur véritable objectif. Au départ, ces études à Nishiyama furent menées par l’armée américaine, mais elles furent ensuite confiées à la commission de l’ABCC.
Quelques mois après les bombardements atomiques, les habitants de Nishiyama présentèrent une augmentation importante du nombre de globules blancs. Chez les animaux, une leucémie peut se développer après une exposition totale du corps aux radiations, et les chercheurs voulaient donc examiner ce qui se passe chez l’homme. Un ostéosarcome fut également diagnostiqué chez des individus après ingestion orale de matière radioactive,.
Selon le rapport rédigé par la commission de l’ABCC, les habitants du quartier Nishiyama, qui n’avaient pas été directement touchés par le bombardement atomique, étaient considérés comme une population idéale pour observer les effets des radiations résiduelles,.
Les États-Unis poursuivirent la recherche sur les radiations résiduelles même après que le Japon eut retrouvé son indépendance, mais les résultats ne furent jamais communiqués aux habitants de Nishiyama. En conséquence, les habitants continuèrent à pratiquer l’agriculture après la guerre, mais le nombre de patients atteints de leucémie augmenta, et davantage de personnes moururent.
Après les bombardements atomiques, les scientifiques japonais souhaitaient mener des recherches pour aider à soigner les hibakusha, mais le SCAP n’autorisa pas les chercheurs japonais à étudier les dommages causés par la bombe atomique. En particulier jusqu’en 1946, les réglementations étaient strictes, ce qui contribua à une augmentation des décès dus à l’exposition aux radiations.

### Utilisation du Thorotrast et recherches de l’ABCC à Hiroshima
Après la Seconde Guerre mondiale, la Commission pour les victimes de la bombe atomique (ABCC), établie par les États-Unis à Hiroshima, mena des recherches médicales utilisant l’agent de contraste radioactif Thorotrast et un agent similaire appelé Umbra-Tor. Entre 1949 et 1951, ces agents furent administrés à des patients masculins âgés de 19 à 71 ans dans un hôpital de Kure, préfecture de Hiroshima, et des examens radiographiques furent ensuite effectués dans les installations de l’ABCC.
Le Thorotrast fut largement utilisé à l’échelle internationale des années 1930 aux années 1940. En raison de sa tendance à rester longtemps dans le corps et à émettre des radiations, il était associé à un risque d’exposition interne aux radiations et de cancer. Au Japon, on estime qu’entre 20 000 et 30 000 personnes reçurent des injections de Thorotrast avant la fin de la guerre.
Un rapport de l’ABCC de 1964 nota que, parmi 56 individus ayant reçu l’agent de contraste, neuf étaient morts en 1961, ce qui souleva des soupçons sur les effets à long terme des radiations, bien qu’aucun lien direct avec la cause du décès ne fût indiqué. Parmi les 23 patients survivants, 20 avaient encore des résidus de l’agent dans leur corps, et 14 présentaient des symptômes tels que la fibrose. Cela marqua un passage d’évaluations antérieures plus favorables du Thorotrast vers une position plus prudente.
Bien que le Thorotrast n’ait pas été approuvé pour un usage aux États-Unis en raison de préoccupations de sécurité, la recherche sur ses effets se poursuivit dans l’Hiroshima occupée. Il a été suggéré que les données de recherche furent ensuite retirées du Japon et emportées à l’étranger.

### Critiques de la recherche humaine non thérapeutique
Les États-Unis ont mené des recherches sur les effets des radiations au Japon. Les hibakusha étaient convoqués au hasard dans des établissements qui semblaient être des hôpitaux, mais, au lieu de recevoir un traitement médical, des dizaines de milliers de survivants furent utilisés comme sujets de recherche par la Commission pour l’étude des victimes de la bombe atomique (ABCC). Lorsque des professionnels de santé identifiaient chez les survivants des affections potentiellement mortelles, l’ABCC ne divulguait pas cette information et ne fournissait pas de traitement, choisissant d’observer la progression des maladies.
L’historien australien Paul Ham a critiqué le traitement réservé par l’ABCC aux survivants de la bombe atomique, le comparant à l’utilisation de rats de laboratoire.

« La directive ne mentionnait pas de traitement : prolonger la vie, soulager la douleur, n’étaient ni l’intention ni les effets secondaires du travail. Que les patients – ou plus exactement les spécimens – vivent ou meurent importait peu pour la charte des médecins étrangers. La manière dont les victimes vivaient ou mouraient, si leur état s’améliorait ou se détériorait ; si elles souffraient d’un cancer à une date lointaine ou le transmettaient à leurs enfants ; telles étaient les questions d’une enquête scientifique froide. En bref, des civils japonais irradiés devaient servir de rats de laboratoire américains. C’est là qu’apparaissait un avantage – soutiendraient plus tard les rationalistes – à larguer la bombe sur une ville : récolter des données scientifiques sur le rayonnement gamma. »

## Lectures complémentaires
- The Atomic Bomb Casualty Commission in retrospect, PNAS, by Frank W. Putnam.
- M. Susan Lindee (1994). Suffering Made Real: American Science and the Survivors at Hiroshima. University Of Chicago Press.  (ISBN 0-226-48237-5).
- Sue Rabbitt Roff (1995). Hotspots: The Legacy of Hiroshima and Nagasaki. Cassell.  (ISBN 0-304-33438-3).
- White Light/Black Rain: The Destruction of Hiroshima and Nagasaki (2007)
- G.W.Beebe (1979). Reflections on the work of the Atomic Bomb Casualty Commission in Japan